# العلاقات الساموية الموريشيوسية
العلاقات الساموية الموريشيوسية هي العلاقات الثنائية التي تجمع بين ساموا وموريشيوس.

## مقارنة بين البلدين
هذه مقارنة عامة ومرجعية للدولتين:
| وجه المقارنة                                              | ساموا                        | موريشيوس                 |
| --------------------------------------------------------- | ---------------------------- | ------------------------ |
| المساحة (كم2)                                             | 2.84 ألف                     | 2.04 ألف                 |
| عدد السكان (نسمة)                                         | 196.44 ألف                   | 1.26 مليون               |
| الكثافة السكانية (ن./كم²)                                 | 69.17                        | 617.65                   |
| العاصمة                                                   | أبيا                         | بورت لويس                |
| اللغة الرسمية                                             | لغة إنجليزية، اللغة الساموية | لغة إنجليزية، لغة فرنسية |
| العملة                                                    | تالا ساموي                   | روبي موريشي              |
| الناتج المحلي الإجمالي (بليون دولار)                      | 856.63 مليون                 | 13.34 مليار              |
| الناتج المحلي الإجمالي (تعادل القوة الشرائية) بليون دولار | 1.15 مليار                   | 25.36 مليار              |
| الناتج المحلي الإجمالي الاسمي للفرد دولار أمريكي          | 3.94 ألف                     | 9.25 ألف                 |
| الناتج المحلي الإجمالي للفرد دولار أمريكي                 | 5.79 ألف                     | 18.59 ألف                |
| مؤشر التنمية البشرية                                      | 0.702                        | 0.777                    |
| رمز المكالمات الدولي                                      | +685                         | +230                     |
| رمز الإنترنت                                              | .ws                          | .mu                      |
| المنطقة الزمنية                                           | ت ع م+13:00                  | ت ع م+04:00              |

## منظمات دولية مشتركة
يشترك البلدان في عضوية مجموعة من المنظمات الدولية، منها:
| علم المنظمة | اسم المنظمة                                 | تاريخ انضمام ساموا | تاريخ انضمام موريشيوس |
| ----------- | ------------------------------------------- | ------------------ | --------------------- |
|             | مؤسسة التنمية الدولية                       | 28 يونيو 1974      | 23 سبتمبر 1968        |
|             | يونسكو                                      | 3 أبريل 1981       | 25 أكتوبر 1968        |
|             | وكالة ضمان الاستثمار متعدد الأطراف          | 27 سبتمبر 2002     | 28 ديسمبر 1990        |
|             | الأمم المتحدة                               | 15 ديسمبر 1976     | 24 أبريل 1968         |
|             | مجموعة دول أفريقيا والكاريبي والمحيط الهادئ | ?                  | ?                     |
|             | دول الكومنولث                               | ?                  | ?                     |
|             | الاتحاد البريدي العالمي                     | ?                  | ?                     |
|             | البنك الدولي للإنشاء والتعمير               | 28 يونيو 1974      | 23 سبتمبر 1968        |
|             | الاتحاد الدولي للاتصالات                    | 7 أكتوبر 1988      | 30 أغسطس 1969         |
|             | منظمة حظر الأسلحة الكيميائية                | ?                  | ?                     |
|             | مؤسسة التمويل الدولية                       | 28 يونيو 1974      | 23 سبتمبر 1968        |
|             | المركز الدولي لتسوية المنازعات الاستشارية   | 25 مايو 1978       | 2 يوليو 1969          |
|             | منظمة التجارة العالمية                      | ?                  | ?                     |
|             | تحالف الدول الجزرية الصغيرة                 | ?                  | ?                     |
|             | منظمة الشرطة الجنائية الدولية               | ?                  | ?                     |